# François Bordes

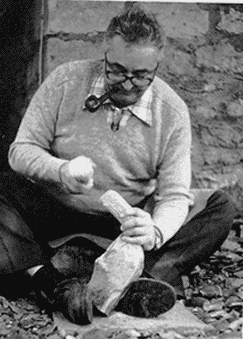
François Bordes

François Bordes (ur. 30 grudnia 1919, zm. 30 kwietnia 1981) – francuski archeolog, prehistoryk i pisarz fantastyki.

## Życiorys
W czasie II wojny światowej działał we francuskim ruchu oporu, po jej zakończeniu studiował archeologię w Paryżu. Wykładał na uniwersytecie w Bordeaux. Bordes zaproponował nową typologię artefaktów kamiennych dolno- i środkowopaleolitycznych. W miejsce poszukiwań tzw. skamielin przewodnich wprowadził klasyfikację znalezisk według cech charakterystycznych, tworząc diagramy kumulacyjne poszczególnych typów narzędzi. Dużą wagę przywiązywał do archeologii eksperymentalnej, starając się reprodukować kolejne fazy cykli produkcyjnych i finalne produkty obróbki kamienia. Był zwolennikiem krzewiastego modelu ewolucji kultury ludzkiej.
Poza działalnością naukową Bordes zajmował się również pisarstwem, pod pseudonimem Francis Carsac opublikował kilka powieści fantastycznonaukowych.